# Dieter Eberle
Dieter Eberle (* 19. Mai 1927 in Freiburg, Landkreis Schweidnitz; † 1. April 1994 in Berlin) war ein deutscher Journalist in der Deutschen Demokratischen Republik (DDR). Er war Chefredakteur der Parteizeitungen Die Union und Neue Zeit der Christlich-Demokratischen Union Deutschlands (CDU) in der DDR.

## Leben
Eberle, Sohn eines Zahnarztes, legte 1944 das Abitur ab. Er beantragte am 11. Februar 1944 die Aufnahme in die NSDAP und wurde zum 20. April desselben Jahres aufgenommen (Mitgliedsnummer 9.991.144). 1945 wurde er in die deutsche Wehrmacht eingezogen und kämpfte bis Kriegsende als einfacher Soldat im Zweiten Weltkrieg.
Nach dem Ende des Krieges ließ sich Eberle in der Sowjetisch besetzten Zone Deutschlands nieder und wurde 1946 Mitglied der CDU. Von 1947 bis 1950 studierte er an den Universitäten Rostock und Leipzig Germanistik und Geschichte. 1951 wurde er mit der Arbeit „Die publizistische Situation im Sturm und Drang nach Klopstocks Deutscher Gelehrtenrepublik“ promoviert.
Eberle war von 1951 bis 1952 Redaktionsassistent und dann bis 1960 Leiter der Bezirksredaktion Leipzig der CDU-Zeitung Die Union. 1960 wechselte er zur Zeitung Neue Zeit, dem Zentralorgan der DDR-CDU, und war dort bis 1962 Leiter der Abteilung Parteipolitik.  Zwei Jahre wirke er anschließend als Redaktionssekretär. Von 1964 bis 1974 arbeitete er als stellvertretender Chefredakteur und Chef vom Dienst der Neuen Zeit.
Von 1974 bis 1977 war Eberle Chefredakteur der Märkischen Union sowie zeitgleich der Zeitung DIE UNION in Dresden und wurde dann, als Nachfolger von Johannes Zillig (* 1934; † 2007), Chefredakteur der Neuen Zeit. Im Oktober 1977 wurde er erstmals Mitglied des Sekretariats des Hauptvorstandes der DDR-CDU. Neben seiner Chefredakteurstätigkeit war Eberle seit 1977 Mitglied des Zentralvorstands und seit 1982 des Präsidiums des Verbands der Journalisten der DDR.
Im November 1989 erklärte er „aus gesundheitlichen Gründen“ seinen Rücktritt als Chefredakteur der Neuen Zeit und als Mitglied des Sekretariats des CDU-Hauptvorstandes.
Unter dem Eindruck der Berliner Massendemonstration vom 4. November 1989 verließ er einen Tag später die Redaktion der Neuen Zeit. Kurz darauf wurde er krankgeschrieben und blieb bis zu seinem offiziellen Ruhestand 1990 außer Dienst. Sein bisheriger Stellvertreter und Chef vom Dienst Hans-Joachim Koppe wurde zunächst als "kommissiarischer Chefredakteur" benannt bis er von der Belegschaft der Neuen Zeit in diese Position gewählt wurde.
Die Neue Zeit schrieb nach seinem Tod 1994 einen Nachruf, in dem es zu seinem Rücktritt als Chefredakteur hieß:

„Als Dieter Eberle unter dem Eindruck der Berliner Massendemonstration vom 4. November 1989 einen Tag später die Redaktion gebrochen und für immer verließ, weil er weder als Sündenbock noch als Wendehals dastehen wollte, war dies zugleich die bitterste, die befreiendste und die konsequenteste Entscheidung in seinem Leben.“

## Auszeichnungen
- 1969 Vaterländischer Verdienstorden in Bronze 1969 und 1987 in Silber
- Verdienstmedaille der DDR[12]
- Deutsche Friedensmedaille
- Verdienter Aktivist
- Otto-Nuschke-Ehrenzeichen in Bronze, Silber und Gold
- Ernst-Moritz-Arndt-Medaille